# Buddelundia hirsuta
Buddelundia hirsuta är en kräftdjursart som beskrevs av Henri Dalens 1992. Buddelundia hirsuta ingår i släktet Buddelundia och familjen Armadillidae. Inga underarter finns listade i Catalogue of Life.

## Bildgalleri

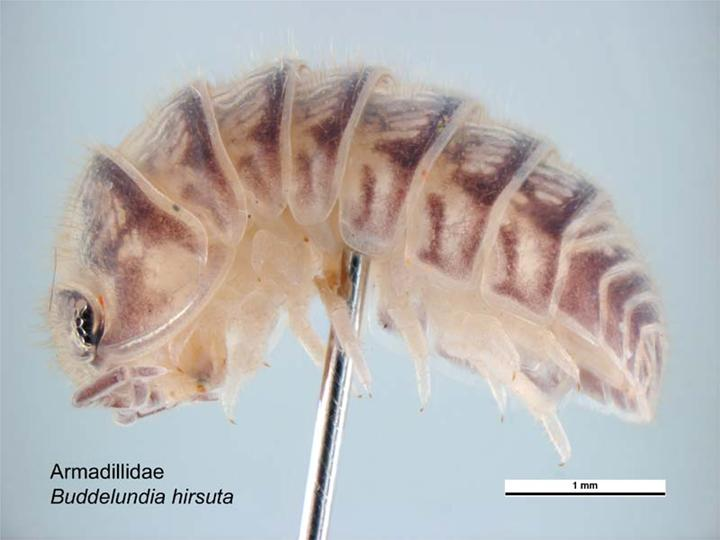